# 紫雪夜
紫雪夜（むらさき ゆきや），日本輕小說作家。2009年4月1日以《幽靈什麼的我看不見！》獲得第1回GA文庫大賞的獎勵賞。

## 作品

### 奇幻小說
- 幽靈什麼的我看不見！，原名，GA文庫，插畫：むにゅう・しゅがーピコラ
- 銀彈的銃劍姬，原名，MF文庫J，插畫：鶴崎貴大
- 霸劍皇姬阿爾緹娜，原名，Fami通文庫，插畫：himesuz
- 異世界魔王與召喚少女的奴隸魔術，原名，講談社輕小說文庫，插畫：鶴崎貴大[2]
- 流浪勇者與金幣共舞，原名，富士見Fantasia文庫，插畫：藤ちょこ[3]

## 外部連結
- 公式サイト（页面存档备份，存于）（日語）
- むらさきゆきや的X（前Twitter）（日語）